# Syrphoctonus kuroashii
Syrphoctonus kuroashii är en stekelart som beskrevs av Tohru Uchida 1957. Syrphoctonus kuroashii ingår i släktet Syrphoctonus och familjen brokparasitsteklar. Inga underarter finns listade i Catalogue of Life.